# Salug
Salug là một đô thị cấp ba ở tỉnhZamboanga del Norte, Philippines. Theo điều tra dân số năm 2000, đô thị này có dân số 28.914 người trong 5.838 hộ.

## Các đơn vị hành chính
Salug, về mặt hành chính, được chia thành 23 khu phố (barangay).
| - Bacong - Balakan - Binoni - Calucap - Canawan - Caracol - Danao - Dinoan - Dipolod - Fatima (Pogan) - Ipilan - Lanawan | - Liguac - Lipakan - Mucas - Pacuhan - Poblacion (Salug) - Poblacion Đ - Pukay - Ramon Magsaysay - Santo Niño - Tambalang - Tapalan |